# Banaadir

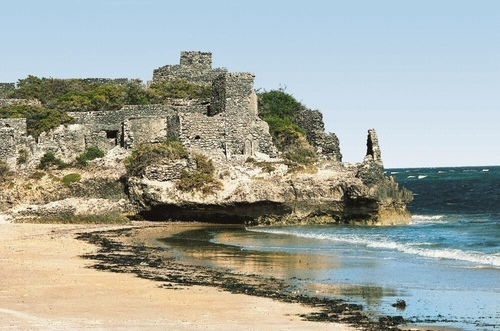
La citadelle de Gondershe.

Banaadir est une petite région de Somalie, autour de la capitale Mogadiscio, sur l'Océan Indien, limitrophe des deux seules provinces somalies de Shabeellaha Dhexe et Shabeellaha Hoose.

## Districts
Les seize districts, en 2012, sont :
- District d'Abdiaziz (en)
- District de Bondhere (en)
- District de Daynile (en)
- District de Dharkenley (en)
- District de Hamar-Jajab (en)
- District de Hamar-Weyne (en)
- District de Hodan (en)
- District de Howl-Wadag (en)
- District de Huriwa (en)
- District de Karan (en)
- District de Shangani (en)
- District de Shibis (en)
- District de Waberi (en)
- District de Wadajir (en)
- District de Warta Nabada (en)
- District de Yaqshid (en)